# Echelong
Echelong, stundom echelonn (av franska: échelon, diminutiv av échelle, ”stege”), är en term inom krigsvetenskapen. När en trupps underavdelningar är ordnade bakom varandra liksom pinnarna i en stege, säges truppen vara formerad i echelonger, vardera självständigt underavdelningar kallad en echelong. Man använder echelongformeringen som anfallsform dels för att kunna spara en del krafter, vilka man efteråt vill använda företrädesvis mot fiendens flank, och dels för att åstadkomma plötslig frontförändring. Echelongerna bildas därigenom, att avdelningen eller avdelningarna på endera flygeln eller i mitten rycker fram och på ett visst avstånd följs av närmaste avdelningar och så vidare. Då frontförändring med tillhjälp av echelongformering skall ske, förändrar underavdelningarna, sedan echelonger bildats, riktningen var för sig åt det håll den tillbakadragna flygeln är. Echelongformering användes med stor fördel under linjetaktikens dagar och särskilt av Fredrik II av Preussen. Den kom sedan att bli anlitad företrädesvis av kavalleriet, men är numera mindre använd.
Med echelonger menar man även avdelningar, som i vissa grupper följer efter varandra, såsom marschechelonger, tågechelonger vid järnvägstransport, med mera.